# Kleingoderij
Kleingoderij (Engels: Small Gods) is het dertiende boek uit de Schijfwereld serie van de Britse schrijver Terry Pratchett.
Kleingoderij heeft veel overeenkomsten met Monotheïsme, en dan vooral met de Christelijke kerk.

## Verhaal
Kleingoderij verhaalt over de eens grote god Om, die is verworden tot een machteloos kleingodje omdat niemand meer in hem gelooft. Zonder geloofskracht zit de god al drie jaar opgesloten in het lijfje van een eenogig schildpadje. Totdat hij door een adelaar wordt opgepakt en van grote hoogte naar beneden gegooid. Hij valt in een mesthoop in de tuinen van de Kerk van de Grote God Om. Hier vindt Om de eenvoudige noviet Broeda die nog echt in de god Om gelooft, en niet in de Kerk zoals de andere gelovigen.
Deken Vorbis van de inquisitie is intussen van plan de volgende profeet van Omnië te worden, wat voor zowel de Omniërs als voor omliggende landen zeer nadelig zal uitpakken.